# Acta Entomologica Musei Nationalis Pragae
Acta Entomologica Musei Nationalis Pragae (Acta Entomol. Mus. Natl. Pragae) je entomologický vědecký časopis vydávaný Národním muzeem v Praze. Články jsou volně dostupné v archivu časopisu. Časopis publikuje anglicky psané práce s následujícím zaměřením:
1. taxonomie a nomenklatura hmyzu
2. morfologie a biologie dospělců i nezralých stádií s možnými aplikacemi v taxonomii a fylogenetickém výzkumu
3. fylogeneze alespoň částečně založená na morfologických charakteristickách
4. katalogy aplikovatelné pro další studie taxonomie a biodiverzity
5. obecné publikace o metodologii taxonomie hmyzu

Předsedou redakční rady je Josef Jelínek, hlavním editorem je Petr Kment a editory jsou Martin Fikáček a Igor Malenovský.
V roce 2012 měl časopis impakt faktor 0,963, čímž se zařadil jako 40. z celkového počtu 87 časopisů v kategorii entomologie. Publikace v tomto časopise je podle stávající metodiky hodnocení vědecké práce hodnocena 28 body. 